# Бонуа
Бонуа̀ (на френски: Bonoua) е град в региона Южно Комое, югоизточен Кот д'Ивоар. Населението му е около 53 000 души (2013).
Разположен е на 74 метра надморска височина, на 10 километра от брега на Гвинейския залив и на 48 километра източно от Абиджан. Селището е основано от изселници от днешна Гана, част от етническата група на аканите.